# Wspólnota administracyjna Thiersheim
Wspólnota administracyjna Thiersheim – wspólnota administracyjna (niem. Verwaltungsgemeinschaft) w Niemczech, w kraju związkowym Bawaria, w rejencji Górna Frankonia, w regionie Oberfranken-Ost, w powiecie Wunsiedel im Fichtelgebirge. Siedziba wspólnoty znajduje się w miejscowości Thiersheim. Powstała 1 maja 1978.
Wspólnota administracyjna zrzesza dwie gminy targowe (Markt) oraz gminę wiejską (Gemeinde):
- Höchstädt im Fichtelgebirge, 1 169 mieszkańców, 14,95 km²
- Thiersheim, gmina targowa, 1 882 mieszkańców, 24,33 km²
- Thierstein, gmina targowa, 1 190 mieszkańców, 12,93 km²